# Municipio de Lizard
El municipio de Lizard (en inglés: Lizard Township) es un municipio ubicado en el condado de Pocahontas en el estado estadounidense de Iowa. En el año 2010 tenía una población de 195 habitantes y una densidad poblacional de 2,12 personas por km².

## Geografía
El municipio de Lizard se encuentra ubicado en las coordenadas 42°36′7″N 94°30′6″O / 42.60194, -94.50167. Según la Oficina del Censo de los Estados Unidos, el municipio tiene una superficie total de 92.12 km², de la cual 92,12 km² corresponden a tierra firme y (0 %) 0 km² es agua.

## Demografía
Según el censo de 2010, había 195 personas residiendo en el municipio de Lizard. La densidad de población era de 2,12 hab./km². De los 195 habitantes, el municipio de Lizard estaba compuesto por el 99,49 % blancos y el 0,51 % eran de una mezcla de razas. Del total de la población el 1,54 % eran hispanos o latinos de cualquier raza.